# Dorfkirche Hardenbeck

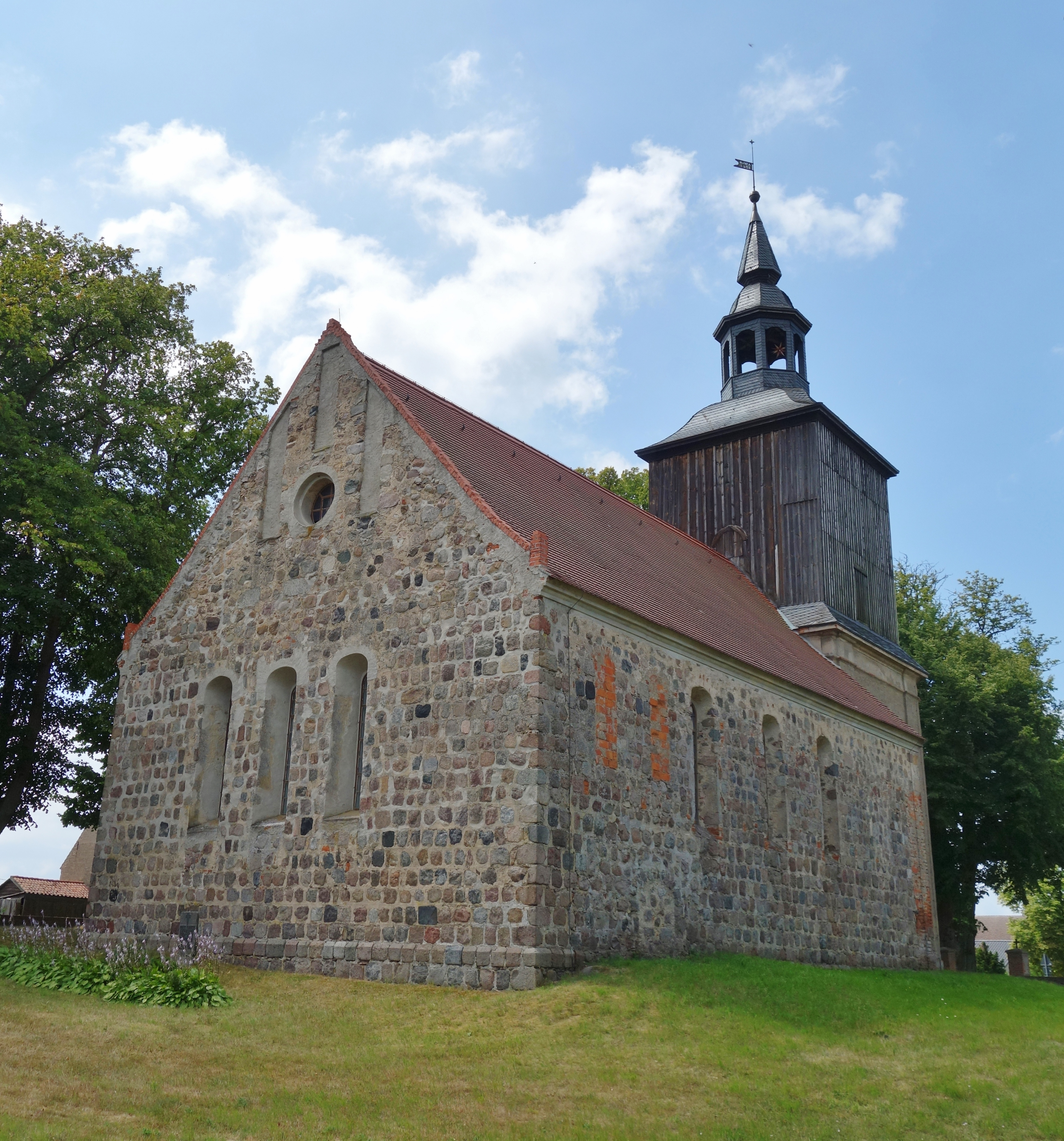
Dorfkirche Hardenbeck

Die evangelische Dorfkirche Hardenbeck ist eine frühgotische Saalkirche im Ortsteil Hardenbeck der Gemeinde Boitzenburger Land im Landkreis Uckermark in Brandenburg. Sie gehört zu den Kirchengemeinden um Boitzenburg im Kirchenkreis Uckermark der Evangelischen Kirche Berlin-Brandenburg-schlesische Oberlausitz.

## Geschichte und Architektur

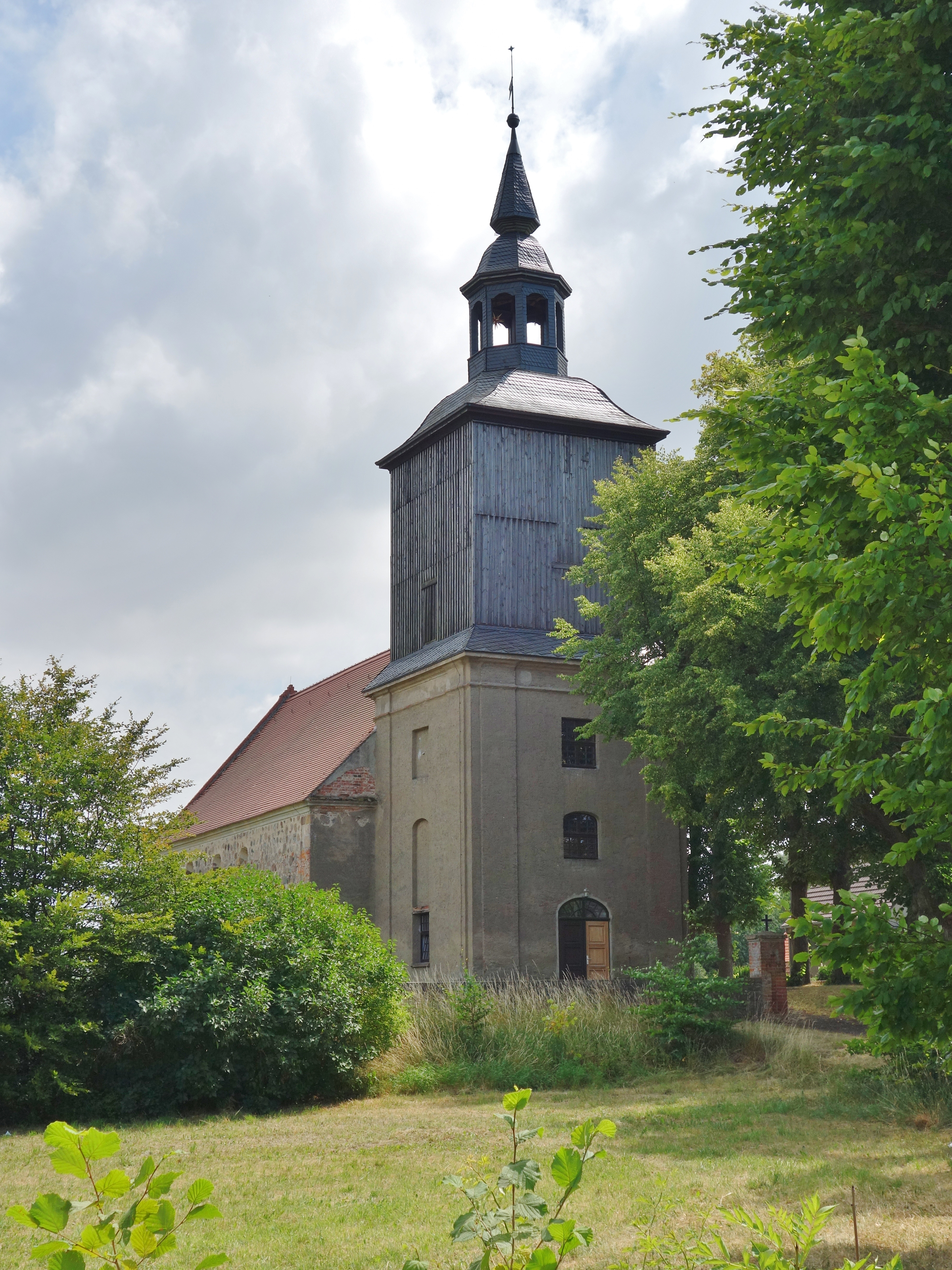
Nordwestansicht

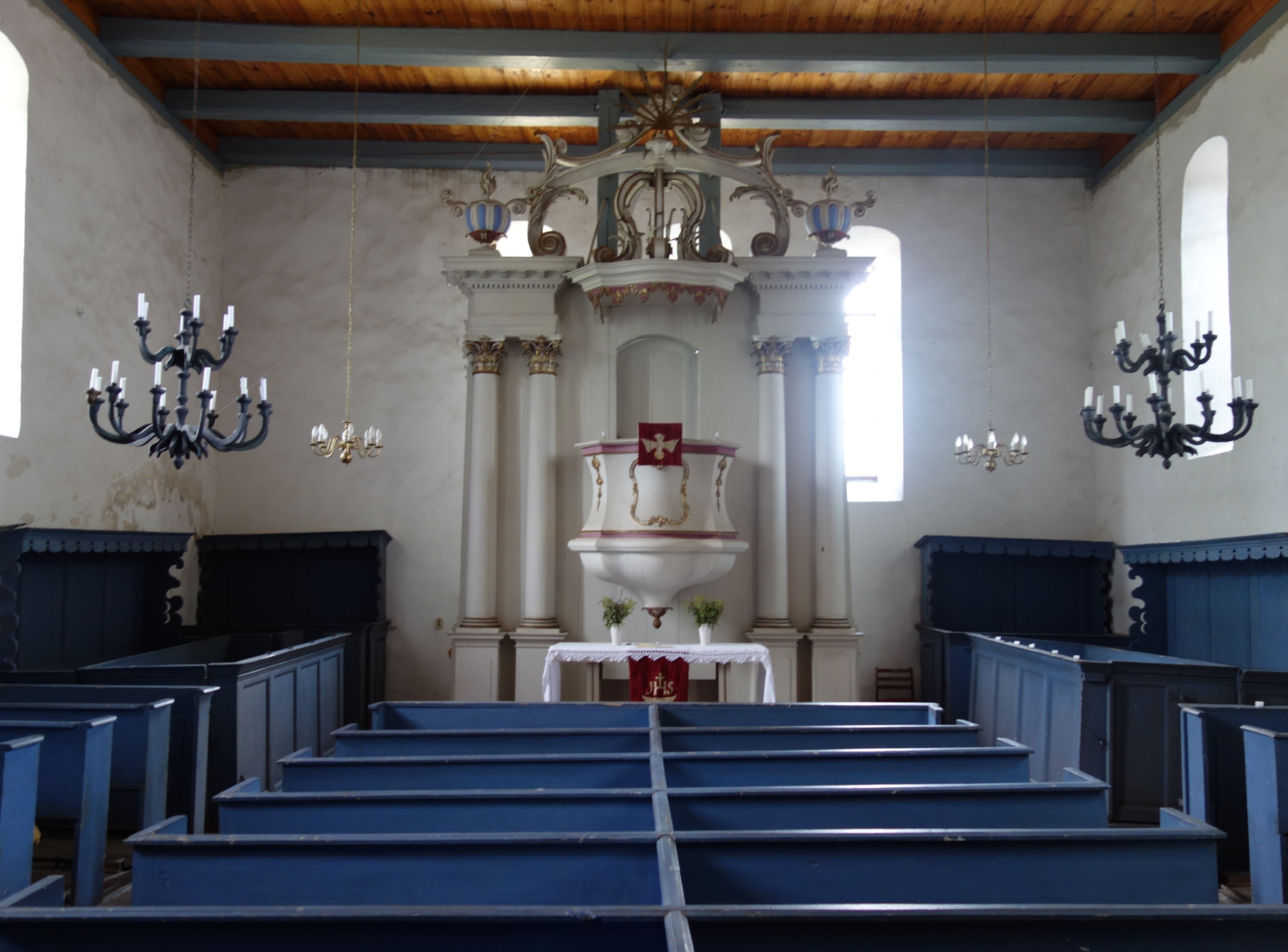
Innenansicht nach Osten

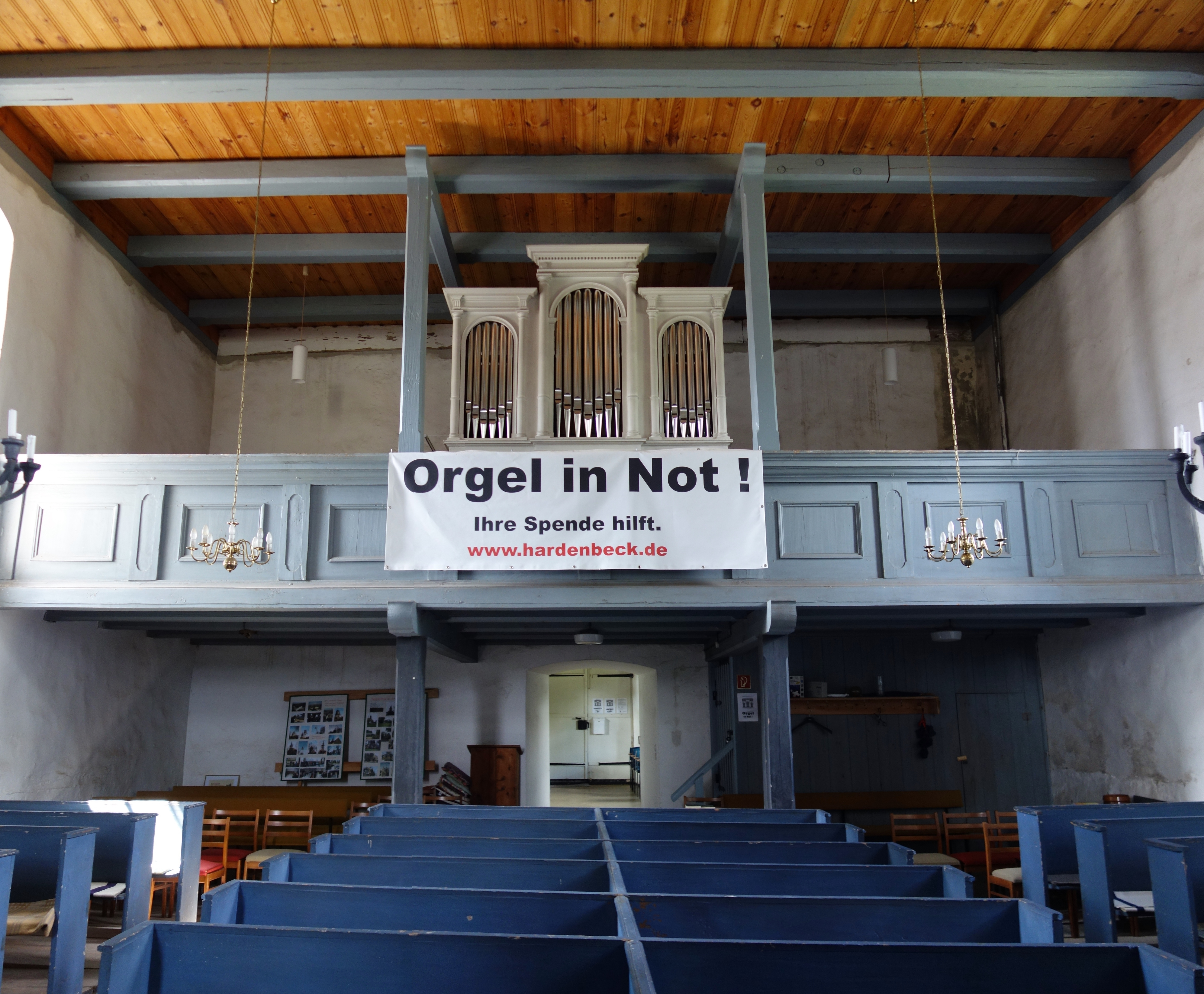
Innenansicht nach Westen (2018)

Die Kirche ist eine flachgedeckte rechteckige Saalkirche aus Feldsteinmauerwerk auf abgeschrägtem Sockel aus der zweiten Hälfte des 13. Jahrhunderts. Sie wurde bei der Zerstörung des Dorfs im Dreißigjährigen Krieg im Jahr 1634 beschädigt und das Dorf wurde für etwa 70 Jahre zur Wüstung. Der verputzte quadratische Westturm aus Backstein mit Ecklisenen wurde 1761 erbaut, sein hölzerner Oberteil ist mit Brettern verkleidet, darüber ist eine offene, mit Schindeln gedeckte Laterne als Abschluss erbaut; im Süden befindet sich eine Fachwerkvorhalle. Im Jahr 1998 erfolgte eine Restaurierung. Die Fenster sind verlängert mit Korbbogenabschluss, im Osten ist eine Dreifenstergruppe mit Kreisfenster im Giebel darüber und drei hohen Blenden angeordnet. Das Innere wird durch eine Balkendecke abgeschlossen.

## Ausstattung
Die Westempore stammt aus dem 18. Jahrhundert. Hauptstück der Ausstattung ist ein hölzerner Kanzelaltar von 1790; seitlich des Korbs sind je zwei korinthische Säulen angeordnet, der Schalldeckel ist mit einer Krone aus Voluten versehen.
Die Orgel mit klassizistischem Prospekt vom Anfang des 19. Jahrhunderts ist ein Werk von Albert Hollenbach aus dem Jahr 1886 mit sieben Registern auf einem Manualen und Pedal. Nachdem die Orgel längere Zeit stark renovierungsbedürftig war, ist sie seit 2015 wieder spielbar; ein zweiter Restaurierungsabschnitt ist in Vorbereitung (Stand 2021).
Zwei Kelche aus Zinn stammen aus dem Jahr 1709 und vom Ende des 18. Jahrhunderts. Eine Patene aus Zinn ist 1772 datiert, eine Taufschale aus Messing auf das Jahr 1730. Zwei Leuchter aus Zinn entstanden in den Jahren 1711 und 1733. Die hölzernen Kronleuchter stammen aus dem 18. Jahrhundert. Eine Glocke wurde im 15. oder 16. Jahrhundert gegossen.